# Unblack metal
Unblack metal også populært[kilde mangler] kaldet Kristen black metal, White metal eller Holy unblack metal, er en slags titel eller ideologi til de black metal-bands, der er afhængig af et kristent og antisatanisk livssyn i deres musik. 
Det er ikke en subgenre som sådan, men mere som en ideologi. Grunden til denne titel, er for at skildre de bands som enten har et kristent eller antikristent syn på tingene. 
Ofte handler teksterne om filsofi, tro, frelse og bibelen som største autoritet. Men samtidig også et stort angreb på satanismen. 
Unblack metal anerkendes ikke som ægte black metal, hvilket fordi at black metal ikke bare er en musikgenre. Men også en musik ideologi som har som mål at udslette kristendom og andre religioner. Ergo er unblack metal yderst selvmodsigende.